# Lonno
Lonno [ˈlɔnːo] (Lòn [ˈlɔn] in dialetto bergamasco) è una frazione del comune di Nembro, in provincia di Bergamo.

## Geografia fisica

### Territorio

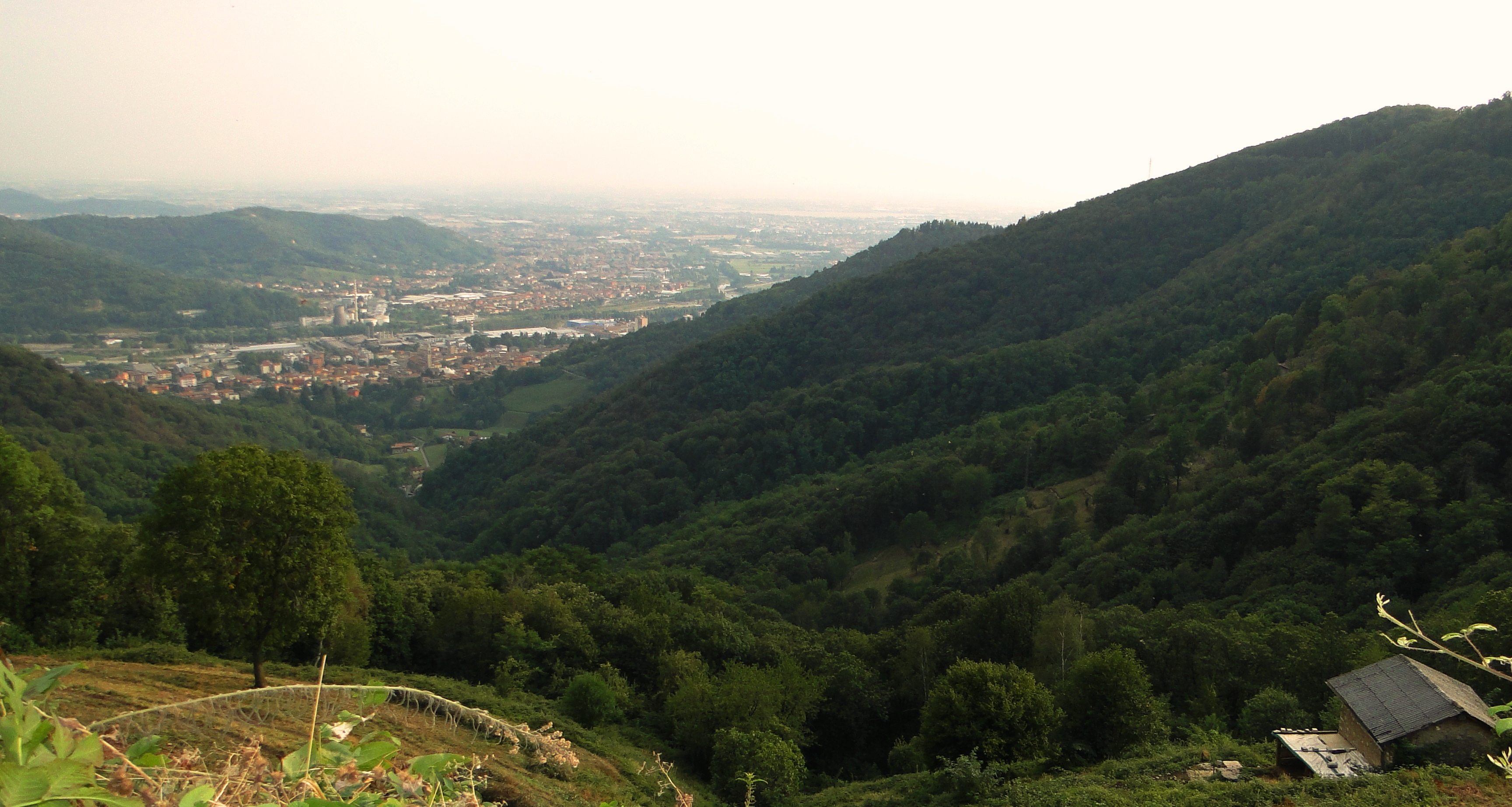
Vista da Lonno verso la pianura: la verde val Luio, poi Alzano Sopra e sullo sfondo la pianura

Il borgo di Lonno si trova su una sella naturale posta tra il Pizzo di Lonno e il monte Valtrosa, propaggine montuosa situata sul lato orografico destro della media val Seriana, ad un'altezza di 702 m s.l.m..
Posto in posizione panoramica da cui si può ammirare gran parte della pianura bergamasca, sovrasta la piccola Valle del Luio, che nella sua parte finale funge da confine amministrativo tra Nembro ed Alzano Lombardo.
La rete viaria è molto semplice e composta da due sole vie d'accesso: una proveniente da Nembro, che si dirama dalla SP36 che sale fino a Selvino, e l'altra da Alzano Lombardo, la quale tuttavia risulta essere chiusa al traffico (mediante dissuasori mobili) ed aperta alla viabilità solo in situazioni straordinarie.
Vi sono inoltre numerosi sentieri,  mulattiere e strade private che collegano la località con Monte di Nese, Alzano Sopra e Brumano  (frazioni di Alzano), Salmezza e Viana. Tuttavia il più importante è quello che, utilizzato fino alla metà del XX secolo come principale collegamento tra la frazione con il capoluogo e recentemente ripristinato con fondo lastricato, tocca il santuario dello Zuccarello, offrendo agli utenti un “percorso-vita”.

## Storia

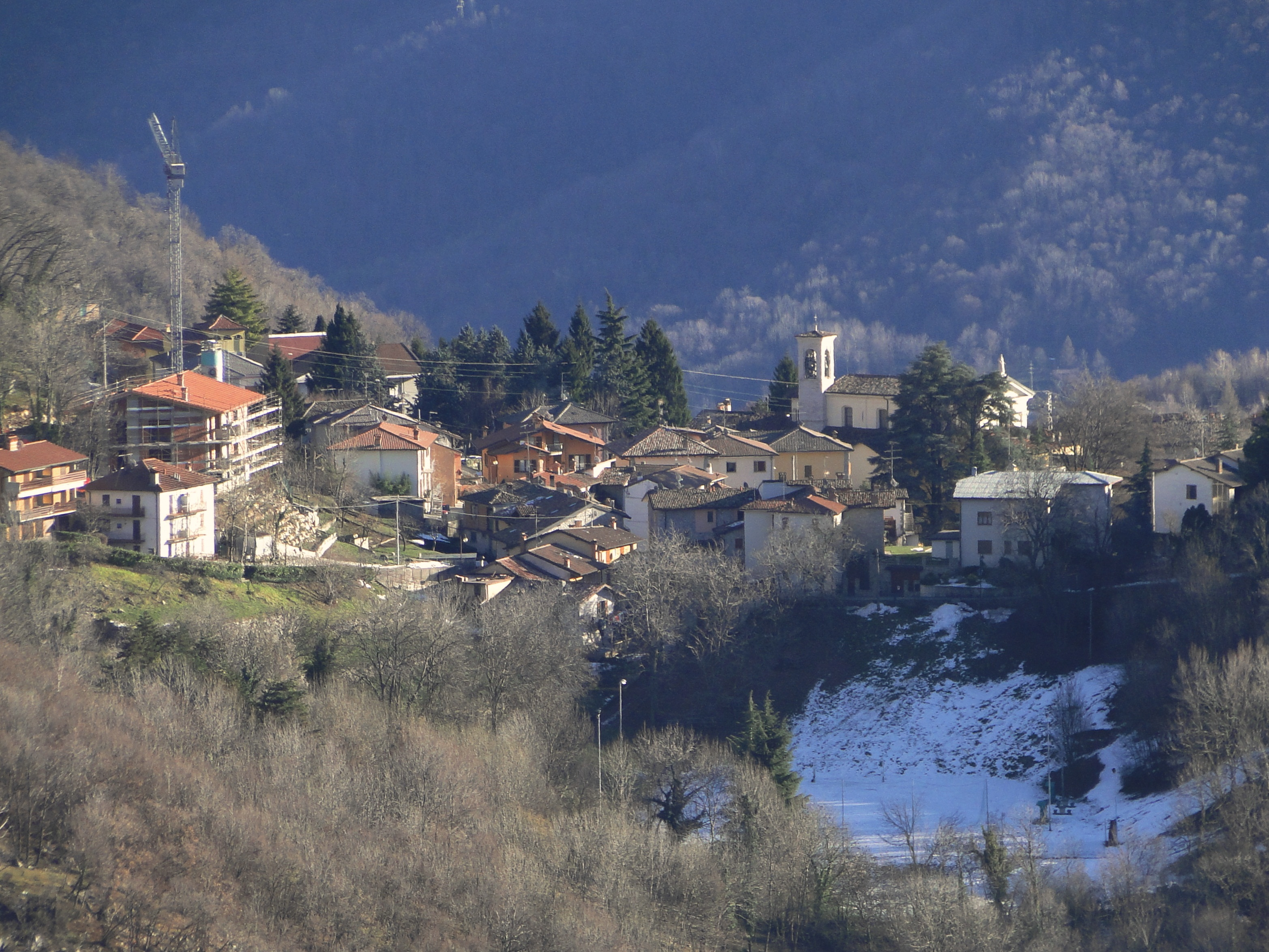
Lonno visto da Monte di Nese

I primi insediamenti nell'area risalgono molto probabilmente all'età romana, come si evince dal toponimo di origine tardo-latina, Launus, derivante dal nome della famiglia gentilizia romana che aveva possedimenti in questa zona.
Ma fu in epoca medievale che il borgo si sviluppò e visse un periodo di prosperità, trovandosi al centro di traffici commerciali.
Da questi luoghi passava difatti la via Mercatorum, utilizzata da commercianti e viandanti per raggiungere la val Brembana, in quei tempi difficilmente raggiungibile utilizzando gli impervi sentieri del fondovalle.
Questa strada lastricata si sviluppava nel suo tratto iniziale in val Seriana: dopo aver raggiunto il paese di Nembro, guadagnava quota toccando Lonno, da cui si saliva fino a Salmezza. Da qui In breve si giungeva a Selvino, per poi scendere verso Trafficanti (frazione di Costa Serina) e quindi giungere a Serina.
Oltre a ciò, la storia di Lonno non presenta grandi eventi o date importanti, essendo stata scandita dalle abitudini dei propri abitanti. Popolazione di modesta estrazione, storicamente composta da allevatori, mandriani, agricoltori e operai nel campo della filatura della seta e dell'estrazione delle pietre coti.

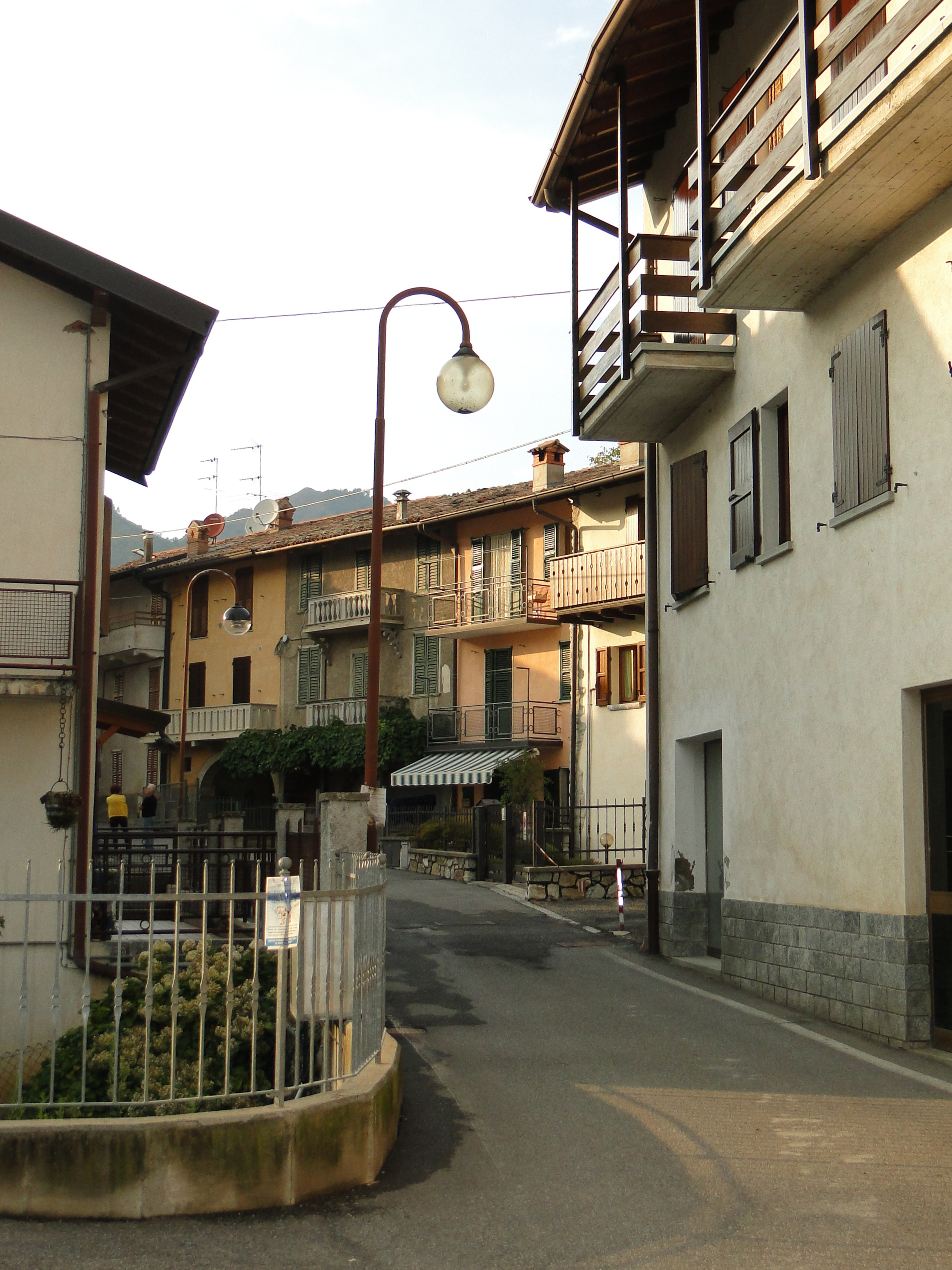
Centro storico di Lonno

La popolazione residente nel 1575 era pari a 250 abitanti, cresciuti a 320 nel 1672. A partire dal XVII secolo il borgo cominciò a subire un forte fenomeno dell'emigrazione, sia stagionale che definitiva. Difatti già nel 1736 la popolazione risultava scesa a 203 unità, oscillando lievemente nei successivi 150 anni, fino al periodo del boom demografico che interessò anche Lonno facendo lievitare gli abitanti a quota 514 nel 1911. Da quel momento l'emigrazione ricominciò ad influire negativamente, portando i residenti a 454 nel 1934.
A tal riguardo si stima che dal 1700 al 1934 ben 346 abitanti abbiano abbandonato il paese, con una fase maggiormente acuta nei primi decenni del XX secolo.
Questo fenomeno, che continua ancora ai giorni nostri, ha reso più difficile la vita di chi resta, portando una diminuzione dei servizi, tra cui la scuola elementare, soppressa negli ultimi anni del XX secolo.
Le cronache raccontano inoltre di diatribe con Nembro per il taglio e la raccolta della legna nel XVIII secolo, risoltesi soltanto con l'autonomia amministrativa. Questa fu ottenuta una prima volta il 17 aprile 1797 con la proclamazione della Repubblica Bergamasca, ma venne revocata pochi mesi dopo con l'istituzione della Repubblica Cisalpina. Ma già nel settembre del 1798 l'autonomia amministrativa venne ripristinata, con il nuovo comune che inglobò nei suoi confini il vicino borgo di Brumano. Tuttavia la successiva riorganizzazione territoriale, che prevedeva il mantenimento dell'autonomia comunale soltanto per i paesi che possedessero almeno 300 estimati (ovvero persone con un certo reddito che potessero pagare le tasse) avvenuta nel 1805, riaggregò Lonno a Nembro.
La storia recente riporta la costruzione del nuovo cimitero nel 1894, dell'acquedotto nel 1911, l'allargamento della strada che sale da Alzano nel 1964 e la costruzione della Nembro-Lonno nel 1968.

## Luoghi d'interesse

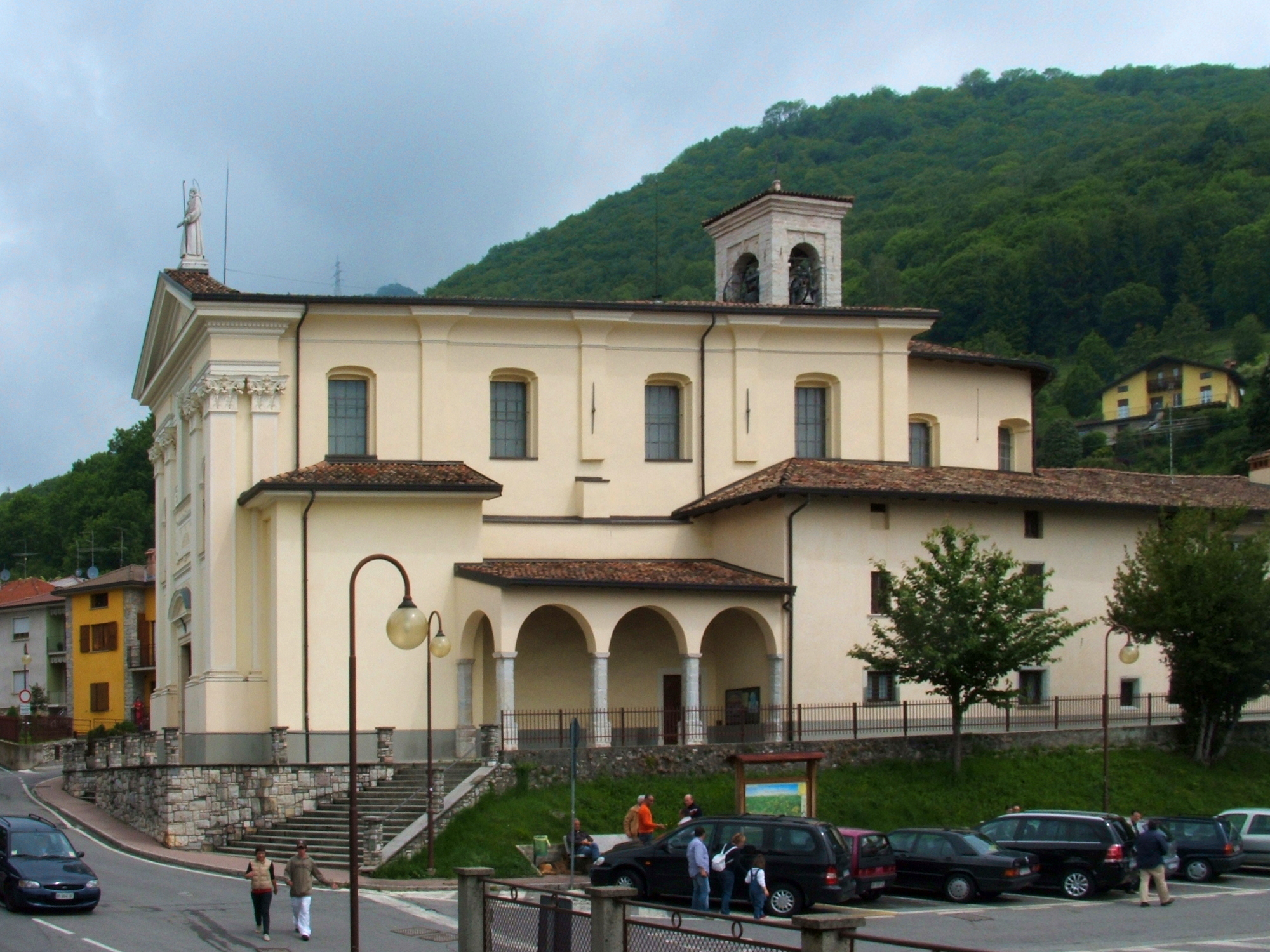
Chiesa parrocchiale di sant'Antonio abate

Il luogo di maggior interesse del paese è la chiesa parrocchia dedicata a sant'Antonio abate. Dotata di un corpo principale con portico sul lato sudovest ed una cappella esterna addossata al lato nord-est, è costituita da un'unica navata con quattro
cappelle laterali.
Costruita nel 1457, venne elevata a parrocchia già nel 1461, anche se per i primi anni venne de facto posta sotto la tutela dell'arciprete di Nembro. Tuttavia non poche furono le difficoltà per il mantenimento del grado di parrocchia, dato che la povertà diffusa tra gli abitanti rendeva difficoltoso il reperire risorse finanziarie necessarie per stipendiare il parroco: non isolati furono i casi di aiuti inviati da emigranti.
Successivi interventi videro una sostanziale ristrutturazione tra il 1734 ed il 1754, l'innalzamento del nuovo campanile nel 1744 e la costruzione di una nuova campata nel 1893.
Dal 1821 a chiesa custodisce il corpo di |San Modesto martire proveniente dalle catacombe di san Ciriaco, donato da Giacinto Bassi, parroco di Alzano Maggiore.
All'interno sono custoditi affreschi e tele di buon pregio, tra cui una Madonna col Bambino e i Santi Barbara e Lorenzo di Giovan Battista Moroni, un’Annunciata attribuita
a Palma il Giovane, una Sacra Famiglia di Romeo Bonomelli e le opere di Giulio Licinio: la pala centrale di Sant'Antonio abate con i Santi Pietro, Paolo, Stefano, Giuseppe, Bernardino e Girolamo e la tela nozze di Santa Caterina d'Alessandria.
Quest'ultima fu donata dall'artista lonnese Mauro Pellicioli, che restaurò gran parte delle opere presenti.
Nato a Lonno nel 1887 e formatosi presso l'Accademia Carrara di Bergamo sotto la guida di Ponziano Loverini, esercitò le professioni di scenografo, restauratore e decoratore ben oltre i confini nazionali, come testimoniano i suoi interventi in chiese e musei di Svizzera, Francia, Germania ed Inghilterra.